# Dammastock
Dammastock je hora ve Švýcarsku, vysoká 3630 m. Nachází se v Urnských Alpách na hranici kantonů Uri (obec Göschenen) a Valais (obec Obergoms). Je nejvyšším vrcholem kantonu Uri. Prominence hory činí 1466 m.
Sousedním vrcholem je Eggstock. Na úpatí hory leží jezero Göscheneralpsee a průsmyk Furkapass. Nacházejí se zde ledovce Rhonegletscher, Triftgletscher a Dammagletscher. Turistům slouží chata Dammahütte v nadmořské výšce 2439 m.
Poprvé na horu vystoupili 28. července 1864 Albert Hoffmann-Burkhardt, Johann Fischer a Andreas von Weissenfluh.